# Остап Макарушка

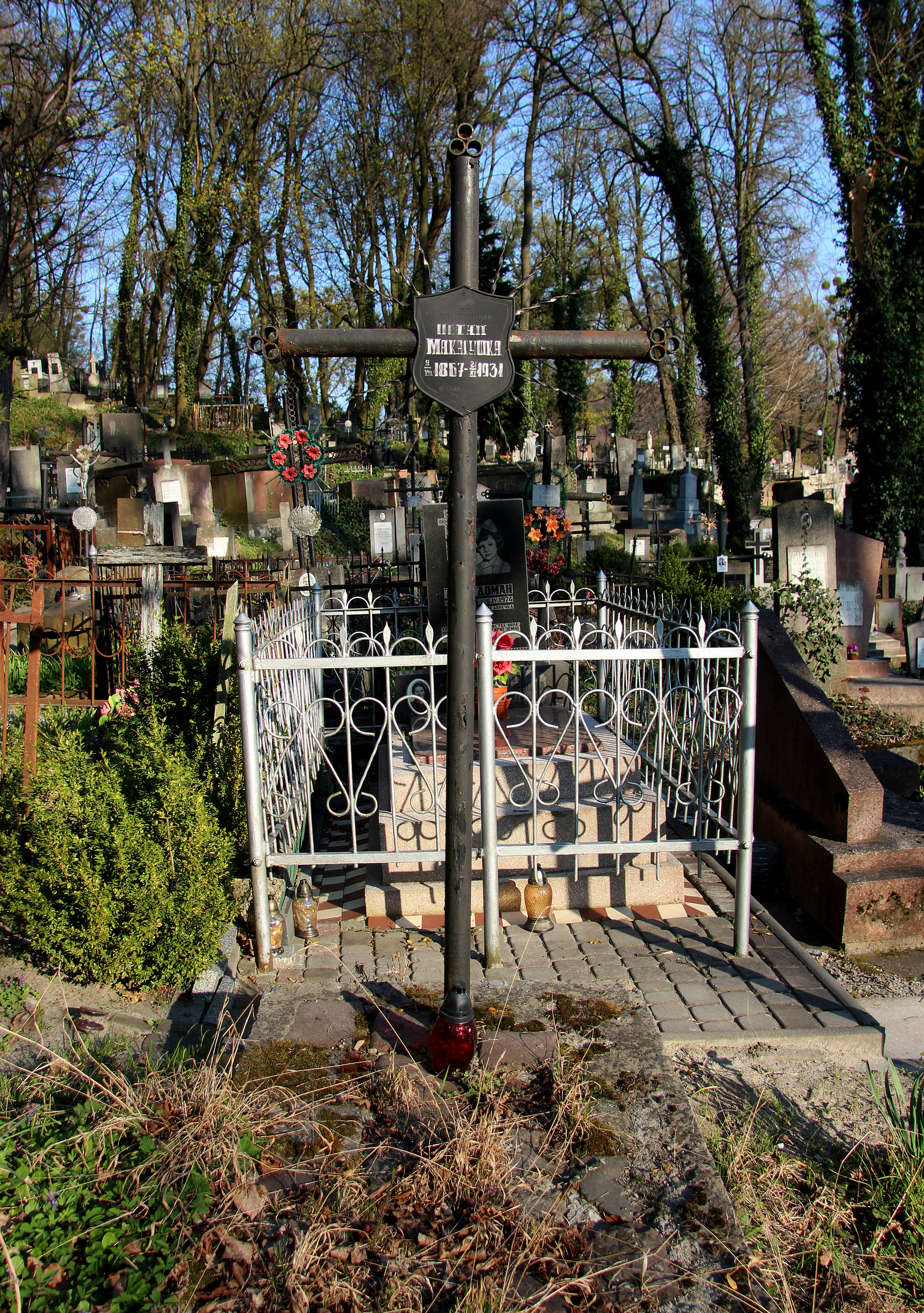
Могила Остапа Макарушки на 33 полі Личаківського цаинтаря

Оста́п Макару́шка (9 серпня 1867, Яворів — 21 листопада 1931, Львів) — український філолог і педагог, дійсний член НТШ.

## Життєпис
У 1894—1905 учителював у Львівській і Коломийській гімназіях, з 1910 — директор Виділової дівочої школи ім. Т. Шевченка у Львові. У 1921-31 роках інспектор середніх шкіл товариства «Рідна Школа». Професор, завідувач кафедри педагогіки Українського таємного університету у Львові.
Автор праць з мовознавства (зокрема, про тюркські елементи в українській мові, синтаксис дієприкметників у Галицько-Волинському літописі, аналіз граматики Мелетія Смотрицького), кількох посібників з латинської та старогрецької мов для гімназій, творів для дітей, а також розвідок про Тараса Шевченка, Осипа Маковея, Олександра Потебню, Омеляна Огоновського.
Його дружина, Макарушка Євгенія — мати п'ятьох дітей, українська громадська діячка, Голова Союзу Українок в 1917—1922 роках, активістка жіночого руху в США.
Похований О. Макарушка на 33 полі Личаківського цвинтаря. Місце поховання визначене за архівними даними працівниками наукового відділу музею «Личаківський цвинтар». Дирекцією музею «Личаківський цвинтар» на могилі встановлено пам'ятний знак .